# لورين هاني
لورين هاني (بالإنجليزية: Lauren Haney)‏ (1936)؛ كاتِبة ومؤلِّفة وروائية أمريكية.